# Triuris brevistylis
Triuris brevistylis är en enhjärtbladig växtart som beskrevs av John Donnell Smith. Triuris brevistylis ingår i släktet Triuris och familjen Triuridaceae. Inga underarter finns listade.